# Melissa Jiménez
Melissa Jiménez (Nova Iorque, 14 de abril de 1984), tem influências de Mãe Chinesa e Pai Mexicano. Sua experiência musical começou cedo, indo ao estúdio sessões e os ensaios com o pai dela desde que ela era um bebê. Na idade de 14 anos ela juntou o seus pais na "Big band" e orquestra como uma vocalista . 
Pouco depois, Melissa começou a escrever canções e aprendeu a juntar-se com o piano. Dançar era uma habilidade natural, bem como melhorar a dança que ela teve aulas de ballet, jazz, dança moderna, dança africano, mambo, e hip-hop. Sua biografia oficial afirma que "Melissa cantava e dançava com uma idade extremamente precoce sendo um prodígio entre as meninas de sua idade pois ela escrevia poesias que se tornavam músicas". Ela cursou Teatro e fez várias novelas pela Televisa e Telemundo.

## Início de carreira
Logo no início de sua carreira Melissa Jiménez havia gravado com uma grande variedade de pessoas, incluindo:
- O rótulo Sugar Hill
- Ruff Ryders, aparecendo em álbuns pela Drag-On e trabalhando com Styles P e Swizz Beatz
- Antigo Roc-A-Fella fundador Damon Dash, trabalhando com Nore e rapper Beanie Sigel
- Apareceu na Sigel's única e vídeo, "Feel It no Ar", a partir de 2005 o seu álbum com certificação Platinum B. A Vinda.
- Escreveu e realizou "Dança comigo", sobre a Forest Whitaker-dirigido grandes trilhas sonoras para cinema Primeira Filha, com Damon Elliott, filho de Dionne Warwick.
- Apareceu em "assumir a liderança (Wanna Ride)", com bandidos Bone N Harmony e Wisin & Yandel featuring Fatman Scoop, de Antonio Banderas o filme, assumir a liderança.
- E também com a sua recente Kumbia All Starz em "Y Rica Apretadita"
- Fez algumas novelas na Televisa, que tiveram boa repercussão no México

## Contrato com a gravadora
Melissa despertou a atenção da Emi Music Group e foi chamada para gravar na Virgin Records na Inglaterra (gravadora onde as melhores bandas pops foram criadas entre elas Spice Girls, Backstreet Boys e Sugababes). Com a saída de Mutya Buena das Sugababes, Melissa passou por pestes de adaptação ao grupo, mas o resultado foi negativo. Melissa gravou Wrong When You´re Gone em 2007 para ser uma espécie de A-SIDE mais a música foi descartada e reciclada por Jennifer Lopez, ela gravou também demos de Victoria Beckham como Let My Hair Down e 25 minutes e lançou o single Untouchable pela Emi Music, o álbum será gravado pelo Sony BMG em breve.

## Colaborações
Ela tem sido destaque para Wyclef Jean singles "Touch de Buttone "Selena", e no Kumbia All Starz canção "Apretadita Rica y".

## Álbum
O álbum seguinte de Jiménez, Signed Sealed Delivered, estava previsto para ser lançado em agosto de 2008. Sua estreia única, "Untouchable", que ela co-escreveu com Claude Kelly, está disponível em sua página MySpace.
O álbum conta com a produção de:
- Justin Timberlake
- Timbaland
- Keri Hilson
- Dallas Austin

## Telenovelas
- La Prisionera (2004)
- Preciosa (2005)
- Querida Enemiga (2008)

## Séries
- C.S.I.
- Moonlight
- Chuck
- Grey´s Anatomy